# (384) Burdigala
(384) Burdigala ist ein Asteroid des mittleren Hauptgürtels, der am 11. Februar 1894 vom französischen Astronomen Fernand Courty am Observatoire de Bordeaux bei einer Helligkeit von 11 mag entdeckt wurde. Es war seine erste von zwei Asteroidenentdeckungen.
Der Asteroid ist benannt mit dem lateinischen Namen des Entdeckungsorts Bordeaux.

## Wissenschaftliche Auswertung
Aus Ergebnissen der IRAS Minor Planet Survey (IMPS) wurden 1992 erstmals Angaben zu Durchmesser und Albedo für zahlreiche Asteroiden abgeleitet, darunter auch (384) Burdigala, für die damals Werte von 36,9 km bzw. 0,18 erhalten wurden. Eine Auswertung von Beobachtungen durch das Projekt NEOWISE im nahen Infrarot führte 2011 zu vorläufigen Werten für den Durchmesser und die Albedo im sichtbaren Bereich von 36,0 km bzw. 0,19. Nachdem die Werte nach neuen Messungen mit NEOWISE 2012 auf 35,8 km bzw. 0,19 geändert worden waren, wurden sie 2014 auf 34,4 km bzw. 0,24 korrigiert. Nach der Reaktivierung von NEOWISE im Jahr 2013 und Registrierung neuer Daten wurden die Werte 2015 mit 40,7 km bzw. 0,21 angegeben, diese Angaben beinhalten aber hohe Unsicherheiten.
Photometrische Messungen des Asteroiden fanden statt vom 14. November 2018 bis 11. April 2019 während 91 Nächten am Organ Mesa Observatory in New Mexico. Nachdem die ersten drei Beobachtungsnächte eine langsame, aber gleichmäßige Helligkeitsabnahme gezeigt hatten, wurde eine lange Rotationsperiode vermutet und daher eine umfangreiche Beobachtungsreihe gestartet, bei der schließlich fast neun komplette Rotationen des Asteroiden erfasst und eine Rotationsperiode von 404,9 h bestimmt werden konnte. Es wurden dabei keine signifikanten Anzeichnen für eine Taumelbewegung gefunden, wie sie bei sehr langsamen Rotatoren häufiger vorkommt. Im gleichen Zeitraum erfolgten auch noch weitere Beobachtungen vom 23. Januar bis 23. Februar 2019 während 21 Nächten am Command Module Observatory in Arizona. Auch hier wurde aus der aufgezeichneten Lichtkurve eine lange Rotationsperiode von 399,8 h abgeleitet.
Aus archivierten Daten des Asteroid Terrestrial-impact Last Alert System (ATLAS) aus dem Zeitraum 2015 bis 2018 wurde in einer Untersuchung von 2020 mit der Methode der konvexen Inversion ein dreidimensionales Gestaltmodell des Asteroiden für eine Rotationsachse mit retrograder Rotation und einer Periode von 408,0 h berechnet.
Im Jahr 2021 wurde aus archivierten Daten und photometrischen Messungen von Gaia DR2 erneut ein dreidimensionales Gestaltmodell des Asteroiden für eine Rotationsachse mit retrograder Rotation und einer Periode von 407,96 h berechnet. Wieder aus den archivierten Daten von ATLAS aus dem Zeitraum 2015 bis 2018 wurde dann in einer Untersuchung von 2022 mit der Methode der konvexen Inversion eine Rotationsperiode von 408,3 h berechnet.